# Dekabristeninsel

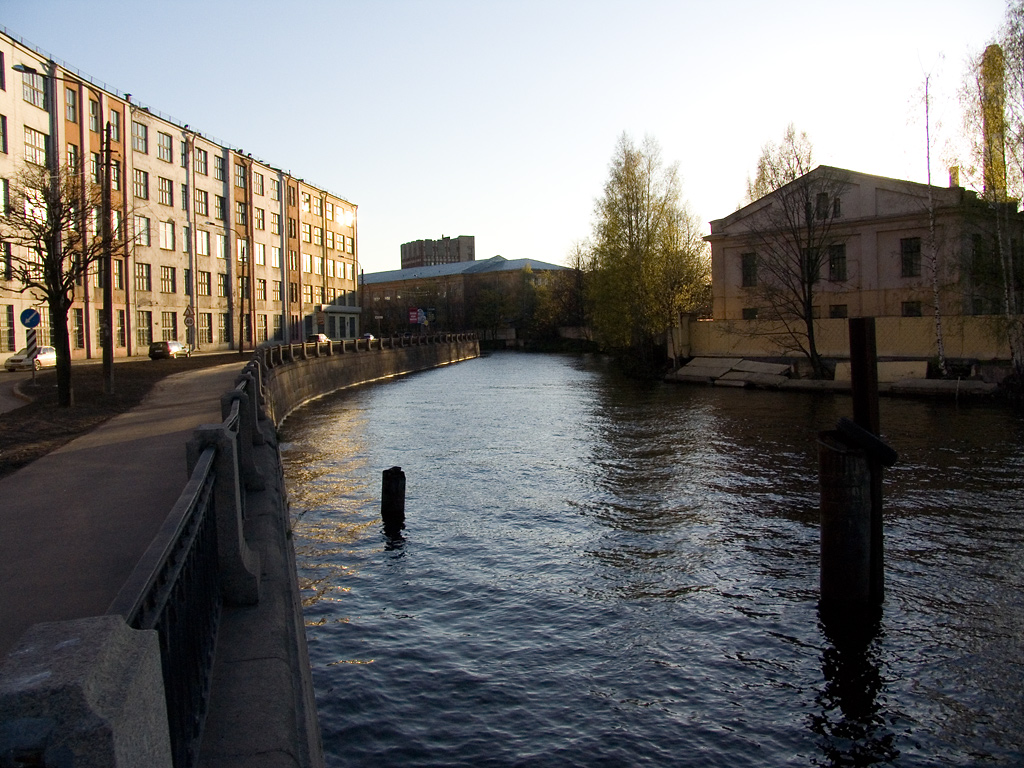
Die Smolenka

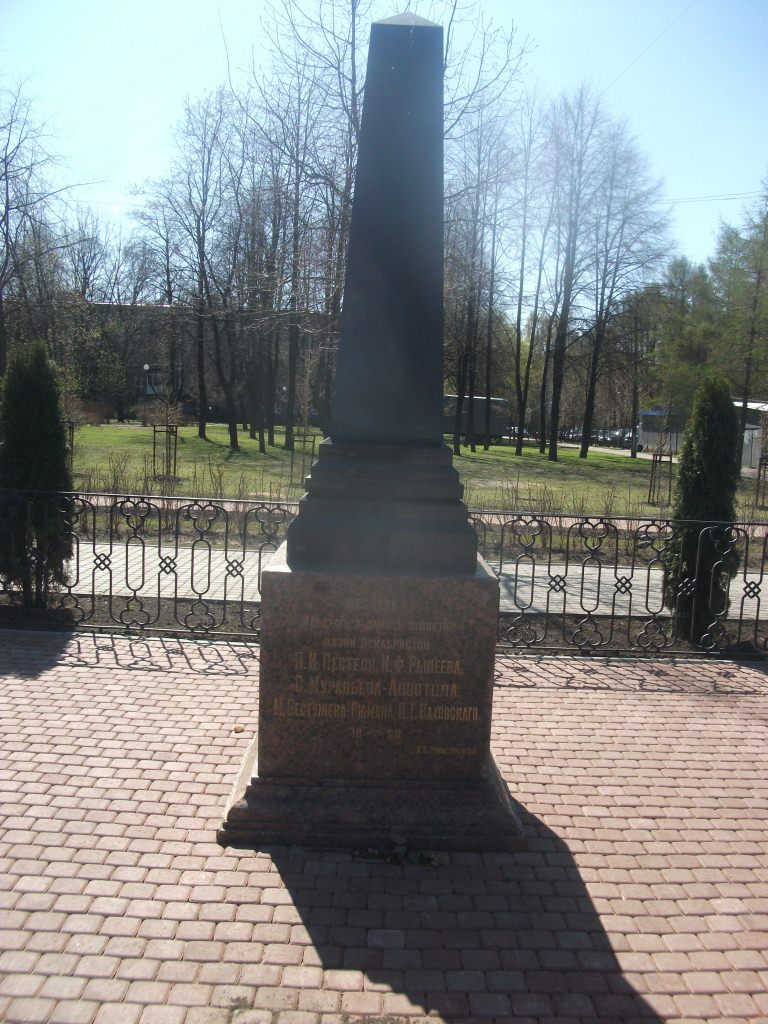
Stele an der früher vermuteten Grabstätte der Dekabristen im Dekabristengarten

Die Dekabristeninsel (russisch Остров Декабристов / Ostrow Dekabristow, wiss. Transliteration Ostrov Dekabristov) ist eine Insel von Sankt Petersburg. Sie ist im Süden durch die Smolenka von der Wassiljewski-Insel getrennt, im Westen dem Finnischen Meerbusen zugewandt und im Nordwesten von der Kleinen Newa umspült. Seit 1926 trägt die Insel diesen Namen zu Ehren der Dekabristen, insbesondere Michail Pawlowitsch Bestuschew-Rjumin, Pjotr Grigorjewitsch Kachowski, Sergei Iwanowitsch Murawjow-Apostol, Pawel Iwanowitsch Pestel, Kondrati Fjodorowitsch Rylejew, die hier hingerichtet wurden.
Auf der Insel befindet sich die St. Petersburger U-Bahn-Station Primorskaja.